# Temporada da NHL de 1984–85
A temporada da NHL de 1984–85 foi a 68.ª temporada da National Hockey League (NHL). Vinte e um times jogaram 80 jogos cada. O Edmonton Oilers ganhou sua segunda Copa Stanley consecutiva ao bater o Philadelphia Flyers por 4-1 na série final.

## Negócios da Liga
Este foi o primeiro ano desde o início das transmissões que CBC não foi o único canal a transmitir no Canadaá. Enquanto a Molson continuou a apresentar o Hockey Night in Canada aos sábados à noite, a cervejaria rival Carling O'Keefe começou a transmitir jogos às sextas à noite na CTV. As duas redes dividiram as transmissões nos playoffs e nas finais.

## Temporada Regular
O Philadelphia Flyers teve o melhor aproveitamento na NHL, apenas quatro pontos à frente do vice-líder Edmonton Oilers. O goleiro do Flyers, Pelle Lindbergh, tornou-se o primeiro europeu a ganhar o Troféu Vezina. O astro do Oilers, Wayne Gretzky, mais uma vez ganhou o Troféu Art Ross ao atingir a marca dos 200 pontos pela terceira vez em quatro anos. Ele também estabeleceu um novo recorde de assistências em uma temporada, com 135, e ganhou seu sexto Troféu Memorial Hart consecutivo. Mario Lemieux fez sua estreia na NHL marcando 100 pontos e ganhando o Troféu Memorial Calder como estreante do ano. Em 26 de outubro de 1984, Paul Coffey do Edmonton Oilers tornou-se o último defensor do Século XX a marcar quatro gols em um jogo. Isto ocorreu em uma partida contra o Detroit Red Wings.
Os dois últimos jogadores ativos dos anos 1960, Butch Goring e Brad Park, aposentaram-se após os playoffs. Goring foi o último, jogando sua última partida nos playoffs três dias após Park.

### Classificação final
Nota: J = Partidas jogadas, V = Vitórias, D = Derrotas, E = Empates, Pts = Pontos, GP = Gols pró, GC = Gols contra, PEM=Penalizações em minutos

Times que se classificaram aos playoffs estão destacados em negrito

#### Conferência Príncipe de Gales
| Divisão Adams      | J  | V  | D  | E  | Pts | GP  | GC  | PEM  |
| ------------------ | -- | -- | -- | -- | --- | --- | --- | ---- |
| Montreal Canadiens | 80 | 41 | 27 | 12 | 94  | 309 | 262 | 1464 |
| Quebec Nordiques   | 80 | 41 | 30 | 9  | 91  | 323 | 275 | 1643 |
| Buffalo Sabres     | 80 | 38 | 28 | 14 | 90  | 290 | 237 | 1221 |
| Boston Bruins      | 80 | 36 | 34 | 10 | 82  | 303 | 287 | 1825 |
| Hartford Whalers   | 80 | 30 | 41 | 9  | 69  | 268 | 318 | 1606 |

| Divisão Patrick     | J  | V  | D  | E  | Pts | GP  | GC  |
| ------------------- | -- | -- | -- | -- | --- | --- | --- |
| Philadelphia Flyers | 80 | 53 | 20 | 7  | 113 | 348 | 241 |
| Washington Capitals | 80 | 46 | 25 | 9  | 101 | 322 | 240 |
| New York Islanders  | 80 | 40 | 34 | 6  | 86  | 345 | 312 |
| New York Rangers    | 80 | 26 | 44 | 10 | 62  | 295 | 345 |
| New Jersey Devils   | 80 | 22 | 48 | 10 | 54  | 264 | 346 |
| Pittsburgh Penguins | 80 | 24 | 51 | 5  | 53  | 276 | 385 |

#### Conferência Clarence Campbell
| Divisão Norris        | J  | V  | D  | E  | Pts | GP  | GC  |
| --------------------- | -- | -- | -- | -- | --- | --- | --- |
| St. Louis Blues       | 80 | 37 | 31 | 12 | 86  | 299 | 288 |
| Chicago Black Hawk    | 80 | 38 | 35 | 7  | 83  | 309 | 299 |
| Detroit Red Wings     | 80 | 27 | 41 | 12 | 66  | 313 | 357 |
| Minnesota North Stars | 80 | 25 | 43 | 12 | 62  | 268 | 321 |
| Toronto Maple Leafs   | 80 | 20 | 52 | 8  | 48  | 253 | 358 |

| Divisão Smythe    | J  | V  | D  | E   | Pts | GP  | GC  | PEM |
| ----------------- | -- | -- | -- | --- | --- | --- | --- | --- |
| Edmonton Oilers   | 80 | 20 | 11 | 109 | 401 | 298 |     |     |
| Winnipeg Jets     | 80 | 43 | 27 | 10  | 96  | 358 | 332 |     |
| Calgary Flames    | 80 | 41 | 27 | 12  | 94  | 363 | 302 |     |
| Los Angeles Kings | 80 | 34 | 32 | 14  | 82  | 339 | 326 |     |
| Vancouver Canucks | 80 | 25 | 46 | 9   | 59  | 284 | 401 |     |

## Playoffs
O então campeão Edmonton Oilers retornou à final, enfrentando o campeão da temporada regular Philadelphia Flyers. Na final, Edmonton perderia o primeiro jogo para o Flyers mas ganharia os quatro seguintes para conquistar sua segunda Copa Stanley consecutiva.

### Tabela dos Playoffs
|  | Fase preliminar | Fase preliminar       | Fase preliminar     |                     |                     | Quartas-de-final      | Quartas-de-final | Quartas-de-final |  |    | Semifinais          | Semifinais | Semifinais |  |    | Final da Copa Stanley | Final da Copa Stanley | Final da Copa Stanley |
|  |                 |                       |                     |                     |                     |                       |                  |                  |  |    |                     |            |            |  |    |                       |                       |                       |
|  | A1              | Montreal Canadiens    | 3                   |                     |                     |                       |                  |                  |  |    |                     |            |            |  |    |                       |                       |                       |
|  | A4              | Boston Bruins         | 2                   |                     |                     |                       |                  |                  |  |    |                     |            |            |  |    |                       |                       |                       |
|  | A4              | Boston Bruins         | 2                   |                     | A1                  | Montreal Canadiens    | 3                |                  |  |    |                     |            |            |  |    |                       |                       |                       |
|  |                 |                       |                     |                     | A1                  | Montreal Canadiens    | 3                |                  |  |    |                     |            |            |  |    |                       |                       |                       |
|  |                 |                       | A2                  | Quebec Nordiques    | 4                   |                       |                  |                  |  |    |                     |            |            |  |    |                       |                       |                       |
|  | A2              | Quebec Nordiques      | A2                  | Quebec Nordiques    | 4                   | 3                     |                  |                  |  |    |                     |            |            |  |    |                       |                       |                       |
|  | A2              | Quebec Nordiques      |                     |                     |                     | 3                     |                  |                  |  |    |                     |            |            |  |    |                       |                       |                       |
|  | A3              | Buffalo Sabres        | 2                   |                     |                     |                       |                  |                  |  |    |                     |            |            |  |    |                       |                       |                       |
|  | A3              | Buffalo Sabres        | 2                   |                     |                     |                       |                  |                  |  | A2 | Quebec Nordiques    | 2          |            |  |    |                       |                       |                       |
|  |                 |                       |                     |                     |                     |                       |                  |                  |  | A2 | Quebec Nordiques    | 2          |            |  |    |                       |                       |                       |
|  |                 | P1                    | Philadelphia Flyers | 4                   |                     |                       |                  |                  |  |    |                     |            |            |  |    |                       |                       |                       |
|  | P1              | P1                    | Philadelphia Flyers | 4                   | Philadelphia Flyers | 3                     |                  |                  |  |    |                     |            |            |  |    |                       |                       |                       |
|  | P1              |                       |                     |                     | Philadelphia Flyers | 3                     |                  |                  |  |    |                     |            |            |  |    |                       |                       |                       |
|  | P4              | New York Rangers      | 0                   |                     |                     |                       |                  |                  |  |    |                     |            |            |  |    |                       |                       |                       |
|  | P4              | New York Rangers      | 0                   |                     | P1                  | Philadelphia Flyers   | 4                |                  |  |    |                     |            |            |  |    |                       |                       |                       |
|  |                 |                       |                     |                     | P1                  | Philadelphia Flyers   | 4                |                  |  |    |                     |            |            |  |    |                       |                       |                       |
|  |                 |                       | P3                  | New York Islanders  | 1                   |                       |                  |                  |  |    |                     |            |            |  |    |                       |                       |                       |
|  | P2              | Washington Capitals   | P3                  | New York Islanders  | 1                   | 2                     |                  |                  |  |    |                     |            |            |  |    |                       |                       |                       |
|  | P2              | Washington Capitals   |                     |                     |                     | 2                     |                  |                  |  |    |                     |            |            |  |    |                       |                       |                       |
|  | P3              | New York Islanders    | 3                   |                     |                     |                       |                  |                  |  |    |                     |            |            |  |    |                       |                       |                       |
|  | P3              | New York Islanders    | 3                   |                     |                     |                       |                  |                  |  |    |                     |            |            |  | P1 | Philadelphia Flyers   | 1                     |                       |
|  |                 |                       |                     |                     |                     |                       |                  |                  |  |    |                     |            |            |  | P1 | Philadelphia Flyers   | 1                     |                       |
|  |                 | S1                    | Edmonton Oilers     | 4                   |                     |                       |                  |                  |  |    |                     |            |            |  |    |                       |                       |                       |
|  | N1              | S1                    | Edmonton Oilers     | 4                   | St. Louis Blues     | 0                     |                  |                  |  |    |                     |            |            |  |    |                       |                       |                       |
|  | N1              |                       |                     |                     | St. Louis Blues     | 0                     |                  |                  |  |    |                     |            |            |  |    |                       |                       |                       |
|  | N4              | Minnesota North Stars | 3                   |                     |                     |                       |                  |                  |  |    |                     |            |            |  |    |                       |                       |                       |
|  | N4              | Minnesota North Stars | 3                   |                     | N4                  | Minnesota North Stars | 2                |                  |  |    |                     |            |            |  |    |                       |                       |                       |
|  |                 |                       |                     |                     | N4                  | Minnesota North Stars | 2                |                  |  |    |                     |            |            |  |    |                       |                       |                       |
|  |                 |                       | N2                  | Chicago Black Hawks | 4                   |                       |                  |                  |  |    |                     |            |            |  |    |                       |                       |                       |
|  | N2              | Chicago Black Hawks   | N2                  | Chicago Black Hawks | 4                   | 3                     |                  |                  |  |    |                     |            |            |  |    |                       |                       |                       |
|  | N2              | Chicago Black Hawks   |                     |                     |                     | 3                     |                  |                  |  |    |                     |            |            |  |    |                       |                       |                       |
|  | N3              | Detroit Red Wings     | 0                   |                     |                     |                       |                  |                  |  |    |                     |            |            |  |    |                       |                       |                       |
|  | N3              | Detroit Red Wings     | 0                   |                     |                     |                       |                  |                  |  | N2 | Chicago Black Hawks | 2          |            |  |    |                       |                       |                       |
|  |                 |                       |                     |                     |                     |                       |                  |                  |  | N2 | Chicago Black Hawks | 2          |            |  |    |                       |                       |                       |
|  |                 | S1                    | Edmonton Oilers     | 4                   |                     |                       |                  |                  |  |    |                     |            |            |  |    |                       |                       |                       |
|  | S1              | S1                    | Edmonton Oilers     | 4                   | Edmonton Oilers     | 3                     |                  |                  |  |    |                     |            |            |  |    |                       |                       |                       |
|  | S1              |                       |                     |                     | Edmonton Oilers     | 3                     |                  |                  |  |    |                     |            |            |  |    |                       |                       |                       |
|  | S4              | Los Angeles Kings     | 0                   |                     |                     |                       |                  |                  |  |    |                     |            |            |  |    |                       |                       |                       |
|  | S4              | Los Angeles Kings     | 0                   |                     | S1                  | Edmonton Oilers       | 4                |                  |  |    |                     |            |            |  |    |                       |                       |                       |
|  |                 |                       |                     |                     | S1                  | Edmonton Oilers       | 4                |                  |  |    |                     |            |            |  |    |                       |                       |                       |
|  |                 |                       | S2                  | Winnipeg Jets       | 0                   |                       |                  |                  |  |    |                     |            |            |  |    |                       |                       |                       |
|  | S2              | Winnipeg Jets         | S2                  | Winnipeg Jets       | 0                   | 3                     |                  |                  |  |    |                     |            |            |  |    |                       |                       |                       |
|  | S2              | Winnipeg Jets         |                     |                     |                     | 3                     |                  |                  |  |    |                     |            |            |  |    |                       |                       |                       |
|  | S3              | Calgary Flames        | 1                   |                     |                     |                       |                  |                  |  |    |                     |            |            |  |    |                       |                       |                       |

### Stanley Cup Final
Edmonton Oilers vs. Philadelphia Flyers
| Data       | Visitantes   | Placar | Mandante     | Placar |
| ---------- | ------------ | ------ | ------------ | ------ |
| 10 de maio | Edmonton     | 1      | Philadelphia | 4      |
| 12 de maio | Edmonton     | 3      | Philadelphia | 1      |
| 15 de maio | Philadelphia | 3      | Edmonton     | 4      |
| 17 de maio | Philadelphia | 3      | Edmonton     | 5      |
| 19 de maio | Philadelphia | 3      | Edmonton     | 8      |

Edmonton Oilers venceu a série por 4–1.

## Prêmios da NHL
| Prêmios de 1984-85 da NHL       | Prêmios de 1984-85 da NHL              |
| ------------------------------- | -------------------------------------- |
| Troféu Príncipe de Gales:       | Philadelphia Flyers                    |
| Taça Clarence S. Campbell:      | Edmonton Oilers                        |
| Troféu Art Ross:                | Wayne Gretzky, Edmonton Oilers         |
| Troféu Memorial Bill Masterton: | Anders Hedberg, New York Rangers       |
| Troféu Memorial Calder:         | Mario Lemieux, Pittsburgh Penguins     |
| Troféu Conn Smythe:             | Wayne Gretzky, Edmonton Oilers         |
| Troféu Frank J. Selke:          | Craig Ramsay, Buffalo Sabres           |
| Troféu Memorial Hart:           | Wayne Gretzky, Edmonton Oilers         |
| Prêmio Jack Adams:              | Mike Keenan, Philadelphia Flyers       |
| Troféu Memorial James Norris:   | Paul Coffey, Edmonton Oilers           |
| Troféu Memorial Lady Byng:      | Jari Kurri, Edmonton Oilers            |
| Prêmio Lester B. Pearson:       | Wayne Gretzky, Edmonton Oilers         |
| Prêmio Mais/Menos da NHL:       | Wayne Gretzky, Edmonton Oilers,        |
| Troféu William M. Jennings:     | Tom Barrasso/Bob Sauve, Buffalo Sabres |
| Troféu Vezina:                  | Pelle Lindbergh, Philadelphia Flyers   |
| Troféu Lester Patrick:          | Jack Butterfield, Arthur M. Wirtz      |

### Seleções da liga
| Primeiro Time                        | Posição | Segundo Time                     |
| ------------------------------------ | ------- | -------------------------------- |
| Pelle Lindbergh, Philadelphia Flyers | G       | Tom Barrasso, Buffalo Sabres     |
| Paul Coffey, Edmonton Oilers         | D       | Rod Langway, Washington Capitals |
| Ray Bourque, Boston Bruins           | D       | Doug Wilson, Chicago Black Hawks |
| Wayne Gretzky, Edmonton Oilers       | C       | Dale Hawerchuk, Winnipeg Jets    |
| Jari Kurri, Edmonton Oilers          | PD      | Mike Bossy, New York Islanders   |
| John Ogrodnick, Detroit Red Wings    | PE      | John Tonelli, New York Islanders |

## Artilheiros
J = Partidas jogadas, G = Gols, A = Assistências, Pts = Pontos, PEM = Penalizações em minutos
| Jogador        | Time                | J  | G  | A   | Pts | PEM |
| -------------- | ------------------- | -- | -- | --- | --- | --- |
| Wayne Gretzky  | Edmonton Oilers     | 80 | 73 | 135 | 208 | 52  |
| Jari Kurri     | Edmonton Oilers     | 73 | 71 | 64  | 135 | 30  |
| Dale Hawerchuk | Winnipeg Jets       | 80 | 53 | 77  | 130 | 74  |
| Marcel Dionne  | Los Angeles Kings   | 80 | 46 | 80  | 126 | 46  |
| Paul Coffey    | Edmonton Oilers     | 80 | 37 | 84  | 121 | 97  |
| Mike Bossy     | New York Islanders  | 76 | 58 | 59  | 117 | 38  |
| John Ogrodnick | Detroit Red Wings   | 79 | 55 | 50  | 105 | 30  |
| Denis Savard   | Chicago Black Hawks | 79 | 38 | 67  | 105 | 56  |
| Bernie Federko | St. Louis Blues     | 76 | 30 | 73  | 103 | 27  |
| Mike Gartner   | Washington Capitals | 80 | 50 | 52  | 102 | 71  |

### Goleiros líderes
J = Partidas jogadas, MJ=Minutos jogados, GC = Gols contra, TG = Tiros ao gol, MGC = Média de gols contra, V = Vitórias, D = Derrotas, E = Empates, SO = Shutouts
| Jogador         | Time                | J  | V  | D  | E  | GC  | MGC  | SO |
| --------------- | ------------------- | -- | -- | -- | -- | --- | ---- | -- |
| Tom Barasso     | Buffalo Sabres      | 54 | 25 | 18 | 10 | 144 | 2.66 | 5  |
| Pat Riggin      | Washington Capitals | 57 | 28 | 20 | 7  | 168 | 2.98 | 2  |
| Pelle Lindbergh | Philadelphia Flyers | 65 | 40 | 17 | 7  | 194 | 3.02 | 2  |
| Steve Penney    | Montreal Canadiens  | 54 | 26 | 18 | 8  | 167 | 3.08 | 1  |
| Rick Wamsley    | St. Louis Blues     | 40 | 23 | 12 | 5  | 126 | 3.26 | 0  |
| Mario Gosselin  | Quebec Nordiques    | 36 | 19 | 11 | 3  | 111 | 3.30 | 1  |
| Reggie Lemelin  | Calgary Flames      | 56 | 30 | 12 | 10 | 183 | 3.46 | 1  |
| Pete Peeters    | Boston Bruins       | 51 | 19 | 26 | 4  | 172 | 3.47 | 1  |
| Dan Bouchard    | Quebec Nordiques    | 29 | 12 | 13 | 4  | 101 | 3.49 | 0  |
| Kelly Hrudey    | New York Islanders  | 41 | 19 | 17 | 3  | 141 | 3.62 | 2  |

## Estreias
Esta é uma lista de jogadores importantes que jogaram seu primeiro jogo na NHL em 1984-85 (listados com seu primeiro time, asterisco marca estreia nos playoffs):
- Gino Cavallini, Calgary Flames
- Joel Otto, Calgary Flames
- Ed Olczyk, Chicago Black Hawks
- Marc Bergevin, Chicago Black Hawks
- Gerard Gallant, Detroit Red Wings
- Esa Tikkanen*, Edmonton Oilers
- Steve Smith, Edmonton Oilers
- Kevin Dineen, Hartford Whalers
- Ray Ferraro, Hartford Whalers
- Sylvain Cote, Hartford Whalers
- Ulf Samuelsson, Hartford Whalers
- Garry Galley, Los Angeles Kings
- Patrick Roy, Montreal Canadiens
- Petr Svoboda, Montreal Canadiens
- Stephane Richer, Montreal Canadiens
- Greg Adams, New Jersey Devils
- Kirk Muller, New Jersey Devils
- Dave Gagner, New York Rangers
- Grant Ledyard, New York Rangers
- Kelly Miller, New York Rangers
- Tomas Sandstrom, New York Rangers
- Rick Tocchet, Philadelphia Flyers
- Doug Bodger, Pittsburgh Penguins
- Mario Lemieux, Pittsburgh Penguins
- Steve Thomas, Toronto Maple Leafs
- Todd Gill, Toronto Maple Leafs
- Al Iafrate, Toronto Maple Leafs
- Petri Skriko, Vancouver Canucks
- Kevin Hatcher, Washington Capitals
- Dave Ellett, Winnipeg Jets

## Últimos jogos
Esta é uma lista de jogadores importantes que jogaram seu último jogo na NHL em 1984-85 (listados com seu último time):
- Terry O'Reilly, Boston Bruins
- Butch Goring, Boston Bruins
- Craig Ramsay, Buffalo Sabres
- Jerry Korab, Buffalo Sabres
- Jim Schoenfeld, Buffalo Sabres
- Real Cloutier, Buffalo Sabres
- Bob MacMillan, Chicago Black Hawks
- Brad Park, Detroit Red Wings
- Colin Campbell, Detroit Red Wings
- Darryl Sittler, Detroit Red Wings
- Ivan Boldirev, Detroit Red Wings
- Steve Shutt, Los Angeles Kings
- Anders Hedberg, New York Rangers
- Robbie Ftorek, New York Rangers
- Rick Kehoe, Pittsburgh Penguins
- John Garrett, Vancouver Canucks

## Data limite para negociações
Data limite: 12 de março de 1985.
- 12 de março de 1985: Glen Cochrane negociado de Philadelphia para Vancouver por considerações futuras.
- 12 de março de 1985: Dean Evason e Peter Sidorkiewicz trocados de Washington para Hartford por David Jensen.
- 12 de março de 1985: Jim McGeough trocado de Washington para Pittsburgh por Mark Taylor.
- 12 de março de 1985: Tiger Williams trocado de Detroit para Los Angeles por considerações futuras.